# Le Bousquet
Le Bousquet är en kommun i departementet Aude i regionen Occitanien  i södra Frankrike. Kommunen ligger  i kantonen Axat som ligger i arrondissementet Limoux. År 2022 hade Le Bousquet 44 invånare.

## Befolkningsutveckling
Antalet invånare i kommunen Le Bousquet
Referens: INSEE